# Jürgen Uhlenbusch

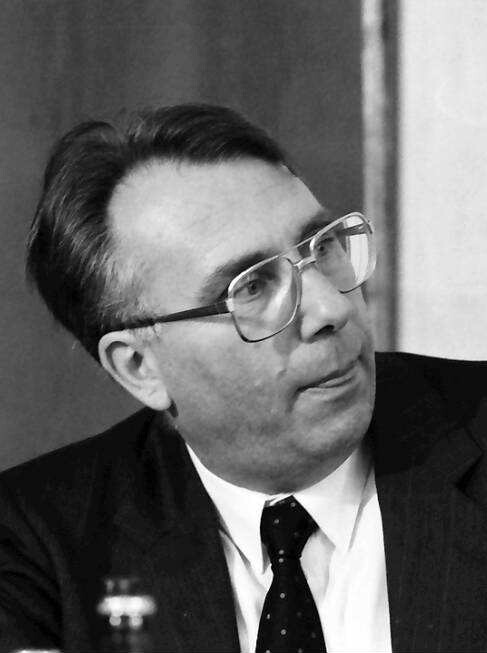
Jürgen Uhlenbusch (1988)

Jürgen Uhlenbusch (* 2. Februar 1935 in Eitorf) ist ein  deutscher emeritierter Physiker und Hochschullehrer.

## Leben
Jürgen Uhlenbusch studierte von 1955 bis 1960 das Fach Physik an der RWTH Aachen, unter anderem bei Wilhelm Fucks und Josef Meixner. In seiner Promotionsarbeit entwickelte er Verfahren zur computerunterstützten Berechnung der Zustandsgrößen und Felder in stationären und zeitlich modulierten Lichtbogenplasmen. Nach Abschluss der Doktorarbeit 1962 arbeitete er als Assistent am Lehrstuhl für Experimentalphysik der RWTH Aachen unter Wilhelm Fucks und entwickelte Hochleistungslichtbogen-Experimente mit dem Ziel, die Transportkoeffizienten thermischer und nicht-thermischer Plasmen zu messen. Zur Durchführung raumaufgelöster Messungen im Plasma mussten erstmals laserdiagnostische Verfahren, beispielsweise Thomsonstreuung an stationären Entladungen, verbunden mit digitaler Datenerfassung eingeführt werden. Durch die Entwicklung leistungsfähiger Infrarotlaser wurden die laserdiagnostischen Aktivitäten erheblich erweitert.
1966 habilitierte er sich für das Fach Plasmaphysik. 1971 wurde er zum Wissenschaftlichen Rat und Professor an der RWTH Aachen ernannt. 1972 folgte er einem Ruf auf eine ordentliche Professur an das neu gegründete Physikalische Institut II der Universität Düsseldorf. Der Neubeginn in Düsseldorf bot die Möglichkeit, die Forschungsbereiche erheblich auszuweiten. In enger Zusammenarbeit mit der Industrie wurde ein Hochleistungs-CO2-Laser entwickelt, der zur Materialbearbeitung (Schweißen und Schneiden), aber auch zur Erzeugung eines Hochdruckplasmas (optische Entladung) eingesetzt wurde.
Unterschiedliche Entladungstypen mit und ohne Magnetfeld, vornehmlich von Mikrowellen unterhalten, wurden in Betrieb genommen, um ihre plasmatechnologischen und plasmachemischen Anwendungen zu studieren. Darunter auch der Tokamak Unitor, in dem in Zusammenarbeit mit JET zum ersten Mal die Wirksamkeit von Beryllium-Beschichtungen der Entladungswand und des Limiters nachgewiesen wurde. Der Tokamak Unitor wird heute unter dem Namen Egyptor am National Research Center in Kairo betrieben.
Als Extraordinarius an der TH Eindhoven (1981–1985) unterstützte Uhlenbusch den Aufbau eines magnetohydrodynamischen Generators. Von 1990 bis 1999 arbeitete als Direktor am IPP des Forschungszentrums Jülich auf dem Gebiet der Plasma-Wand-Wechselwirkung. Neben seiner wissenschaftlichen Aktivität, an der auch die Mitarbeiter Jobst Hackmann, Helmut Kempkens, Johannes H. Schäfer und Wolfgang Viöl wesentlichen Anteil hatten, übernahm er Aufgaben in der Selbstverwaltung der Universität Düsseldorf als Dekan und Prodekan der mathematisch-naturwissenschaftlichen Fakultät (1980–1982). Von 1985 bis 1995 hatte er das Amt des Prorektors für Forschung und wissenschaftlichen Nachwuchs inne. Daneben war und ist er in Kuratorien von mehreren Stiftungen tätig. Von 1981 bis 2010 übernahm er die Aufgabe, als wissenschaftlicher Leiter der Physikveranstaltungen und von 2005 bis 2010 als Vizepräsident im Kuratorium für die Tagung der Nobelpreisträger in Lindau mitzuarbeiten.
Uhlenbusch ist verheiratet und hat ein Kind.

## Ehrungen
- Die RWTH Aachen verlieh ihm 1962 die Borchers-Plakette für die mit Auszeichnung bestandene Doktorprüfung.
- 1997 wurde er mit dem Verdienstkreuz am Bande des Verdienstordens der Bundesrepublik Deutschland ausgezeichnet.
- 1999 ernannte ihn das Institute of Physics (IOP) zum Fellow und 2012 zum Chartered Physicist.

## Schriften (Auswahl)
Er publizierte die aus den Untersuchungen resultierenden Forschungsergebnisse in über 250 wissenschaftlichen Veröffentlichungen, 8 Buchbeiträgen, einem Buch und mehreren Patenten.
Ausgew. Bücher
- McGowan, J.Wm., John, P.K., Gaseous Electronics-Some Applications, North Holland Amsterdam (1974), Beitrag über nicht-thermische Bogenplasmen.
- Bergmann/Schaefer: Lehrbuch der Experimentalphysik Band 5: Gase, Nanosysteme, Flüssigkeiten. Erstauflage: Vielteilchen-Systeme. (1992), aktuelle 2. Auflage, hrsg. von Karl Kleinermanns ISBN 3-11-017484-7, de Gruyter (2006),Beitrag über Niededrtemperaturplamen.
- K.-H. Spatschek und J. Uhlenbusch, Contributions to High-Temperature Plasma Physics, Wiley-VCH (1998)
- J. Uhlenbusch, Unsere Umwelt im Visier, Shaker Media (2010), ISBN 978-3-86858-531-5.

Ausgewählte Publikationen
- J. Uhlenbusch, Z. Physik, 179, 347 (1965)
- Uhlenbusch, J. and Detloff, L., The Behaviour of Cylindrical AC Arcs with Thermal Reignition Phenomena in Ionized Gases (1967). Proceedings of the Eighth International Conference held August 27 – September 2 (1967), in Vienna, Austria.
- D. Baum, J. Hackmann and J. Uhlenbusch, Plasma Physics, Vol. 17 (1975), 79–87
- J. Uhlenbusch, J. Dahm Laser+Elektrooptik, Nr. 1 (1976)
- H. Kempkens and J. Uhlenbusch, Physica 95C (1978), 277–284
- C. Carlhoff, J. H. Schäfer, K. Schildbach and J. Uhlenbusch JOURNAL DE PHYSIQUE, Tome 40 (1979)
- J. Hackmann and J. Uhlenbusch Nucl. Fusion 24, 640 (1984) Experimental study of the compatibility of beryllium limiters with a tokamak plasma
- C. Carlhoff, E. Krametz, J. H. Schäfer, J. Uhlenbusch, J.Phys.B: At. Mol. Phys. 19, 2629 (1986)
- J. H. Schäfer, J. Uhlenbusch, W. Viöl, Aluminium 65(5), 501 (1989)
- J. Uhlenbusch, W. Viöl, Contributions to Plasma Physics, 29, 459 (1989)
- H. Kempkens, J. Uhlenbusch, Plasma Sources Sci. Technol., 9 (2000), Scattering diagnostics of low-temperature plasmas
- D. Hemmers, H. Kempkens, J. Uhlenbusch J.Phys. D: Appl. Phys. 34, 2315 (2001)